# Hasdrubal Ier
Hasdrubal Ier de Carthage est un général carthaginois et un roi de Carthage entre 550 et 530.

## Règne
Au milieu des années 520, Hasdrubal et son frère Hamilcar lancèrent une campagne contre la Sardaigne